# اورا (لنا)
اورا (انگلیسی: Ura) یک رودخانه در استان یاقوتستان کشور روسیه است.